# Скиави ди Абруцо
Скиа̀ви ди Абру̀цо (на италиански: Schiavi di Abruzzo) е село и община в Южна Италия, провинция Киети, регион Абруцо. Разположено е на 1172 m надморска височина. Населението на общината е 990 души (към 2010 г.).